# Rośliny jagodowe
Rośliny jagodowe – grupa roślin sadowniczych, których owocem jest jagoda. Rośliny te wykazują pewne wspólne cechy i podobne wymagania w zakresie pielęgnacji, nawożenia, itp. Do roślin jagodowych zalicza się m.in.: agrest, aronia, bażyna czarna, borówka, chruścina jagodna, jagoda kamczacka, porzeczka, truskawka, poziomka, winorośl, żurawina.
Pozostałe grupy roślin sadowniczych to drzewa pestkowe i drzewa ziarnkowe.